# You're Beautiful (telenovela)
You're Beautiful (hangul: 미남이시네요; rr: Minam-isineyo) é uma telenovela sul-coreana exibida pela SBS de 7 de outubro a 26 de novembro de 2009, estrelada por Park Shin-hye, Jang Keun-suk, Lee Hong-gi do FT Island e Jung Yong-hwa do CN Blue.

## Elenco

### ANJELL
- Park Shin-hye como Go Mi Nam (Masculino) / Go Mi Nyu (Feminino)
- Jang Keun-suk como Hwang Tae Kyung
- Jung Yong-hwa como Kang Shin Woo
- Lee Hong-gi como Jeremy

### Elenco estendido
- Uee como Yoo He Yi
- Bae Geu-rin como Sa Yu Ri (fã presidente do clube)
- Kim In-kwon como Ma Hoon Yi (Gerente de Mi Nam - Manager Ma)
- Choi Ran como Go Mi Ja (tia de Mi Nam e Nyu Mi)
- Kim Sung-ryung como Mo Hwa Ran
- Jung Chan como Presidente Ahn
- Choi Soo-eun como Wang Kko Di
- Tae Hwang como staff
- Yoo Seung-ho (cameo, ep9)
- After School como Before School

## Recepção
| Episodio | Data de transmissão    | Audiência média | Audiência média             | Audiência média | Audiência média             |
| Episodio | Data de transmissão    | TNmS Ratings    | TNmS Ratings                | AGB Nielsen     | AGB Nielsen                 |
| Episodio | Data de transmissão    | Em todo o país  | Seul (Região metropolitana) | Em todo o país  | Seul (Região metropolitana) |
| -------- | ---------------------- | --------------- | --------------------------- | --------------- | --------------------------- |
| 1        | 7 de outubro de 2009   | 10.8%           | 11.6%                       | 9.2%            | 9.7%                        |
| 2        | 8 de outubro de 2009   | 9.6%            | 10.2%                       | 7.6%            | 8.0%                        |
| 3        | 14 de outubro de 2009  | 8.3%            | 8.5%                        | 7.5%            | 8.1%                        |
| 4        | 15 de outubro de 2009  | 8.9%            | 9.4%                        | 7.7%            | 7.9%                        |
| 5        | 21 de outubro de 2009  | 9.0%            | 9.2%                        | 8.4%            | 8.5%                        |
| 6        | 22 de outubro de 2009  | 10.0%           | 10.2%                       | 8.9%            | 9.4%                        |
| 7        | 28 de outubro de 2009  | 9.6%            | 10.2%                       | 8.6%            | 8.8%                        |
| 8        | 29 de outubro de 2009  | 9.8%            | 10.3%                       | 9.0%            | 9.3%                        |
| 9        | 4 de novembro de 2009  | 9.8%            | 10.3%                       | 9.4%            | 9.6%                        |
| 10       | 5 de novembro de 2009  | 10.0%           | 10.5%                       | 10.8%           | 11.6%                       |
| 11       | 11 de novembro de 2009 | 11.0%           | 11.3%                       | 10.4%           | 10.5%                       |
| 12       | 12 de novembro de 2009 | 11.1%           | 11.1%                       | 10.9%           | 10.6%                       |
| 13       | 18 de novembro de 2009 | 10.6%           | 11.1%                       | 9.1%            | 8.8%                        |
| 14       | 19 de novembro de 2009 | 10.1%           | 10.0%                       | 9.4%            | 9.6%                        |
| 15       | 25 de novembro de 2009 | 10.9%           | 11.7%                       | 9.5%            | 9.6%                        |
| 16       | 26 de novembro de 2009 | 11.9%           | 12.2%                       | 10.3%           | 11.0%                       |
| Average  | Average                | 10.1%           | 10.5%                       | 9.2%            | 9.4%                        |

Fonte: TNmS Media Korea/Fonte: AGB Nielsen Korea

## Prêmios
2009 SBS Drama Awards
- Melhor estrela prêmio 10 (Jang Geun Suk)
- Maior prêmio popularidade (Jang Geun Suk)
- Nova concessão da estrela (Park Shin-hye)
- Nova concessão da estrela (Lee Hongki)
- Nova concessão da estrela (Jung Yong-hwa)

2011 USTv Awards
- Melhor novela estrangeira